# Diasporus
Diasporus – rodzaj płazów bezogonowych z podrodziny Eleutherodactylinae w rodzinie Eleutherodactylidae.

## Zasięg występowania
Rodzaj obejmuje gatunki występujące od skrajnie wschodniego Hondurasu na południe wzdłuż atlantyckiej równiny przybrzeżnej Nikaragui do Kostaryki (po obu stronach wybrzeża), a następnie na wschód do zachodniej Kolumbii i północno-zachodniego Ekwadoru.

## Systematyka

### Etymologia
Diasporus: gr. διασπορα diaspora „rozproszenie”.

### Podział systematyczny
Do rodzaju należą następujące gatunki:
- Diasporus amirae Arias, Chaves, Salazar, Salazar-Zúñiga & García-Rodríguez, 2019
- Diasporus anthrax (Lynch, 2001)
- Diasporus citrinobapheus Hertz, Hauenschild, Lotzkat & Köhler, 2012
- Diasporus darienensis Batista, Köhler, Mebert, Hertz & Vesely, 2016
- Diasporus diastema (Cope, 1875)
- Diasporus gularis (Boulenger, 1898)
- Diasporus hylaeformis (Cope, 1875)
- Diasporus igneus Batista, Ponce & Hertz, 2012
- Diasporus lynchi Ospina-Sarria, Velásquez-Trujillo, Castaño Saavedra, Castillo & Bolívar-García, 2022
- Diasporus majeensis Batista, Köhler, Mebert, Hertz & Vesely, 2016
- Diasporus pequeno Batista, Köhler, Mebert, Hertz & Vesely, 2016
- Diasporus quidditus (Lynch, 2001)
- Diasporus sapo Batista, Köhler, Mebert, Hertz & Vesely, 2016
- Diasporus tigrillo (Savage, 1997)
- Diasporus tinker (Lynch, 2001)
- Diasporus ventrimaculatus Chaves, García-Rodríguez, Mora & Leal, 2009
- Diasporus vocator (Taylor, 1955)